# 马克·柳宾科维奇
马克·柳宾科维奇（Mapкo Љубинковић，1981年12月7日—），是一名塞尔维亚职业足球运动员，司职防守中场。现在效力于塞尔维亚足球超级联赛球队尼什拉德尼奇基。

## 俱乐部生涯
柳宾科维奇出身于塞尔维亚足球超级联赛豪门贝尔格莱德红星青年队，但他并没有进入成年队的机会，2000年离开红星队加盟塞尔维亚甲级球队拉德尼什基，之后又转投另一支塞甲球队雷德。
2006年，柳宾科维奇以大约5万美元的身价转会加盟罗马尼亚足球甲级联赛球队瓦斯卢伊。他在2006/07赛季联赛出场28次，打进2球，赛季结束后罗甲豪门布加勒斯特快速提出以150万美元的价格打包签入柳宾科维奇和他的队友斯特凡·马达尔，但遭到瓦斯卢伊的拒绝。2007/08赛季，柳宾科维奇被教练安排担任自由人角色，他的表现非常出色，联赛第一轮就取得进球，之后又在联赛第三轮至第十一轮连续取得进球。冬季转会期，朗斯、莫斯科火车头和纽卡斯尔联都有意签入柳宾科维奇，但全部遭到拒绝。2009/2010赛季，他和球队主教练马里乌斯·勒克图什发生冲突而被送入二队，之后迅速回国加盟乌日策斯洛波达。他在2011年又先后短暂效力于阿诺索西斯和伏伊伏丁那。
2012年2月28日，中国足球超级联赛球队长春亚泰官方宣布和柳宾科维奇正式签约。 但在半个赛季后，他就被球队提前解约。2012年夏季回到塞尔维亚，加盟拉德，冬季转会转投尼什拉德尼奇基。

## 荣誉
瓦斯卢伊
- 欧洲足联国际托托杯冠军：2008